# عبد الله بن مسلم الباهلي
عبد الله بن مسلم بن عمرو بن الحصين الباهلي (ت 96 هـ - 715م) هو أخو والي خراسان قتيبة بن مسلم الباهلي ويعد من قادته العسكريين، وكان يسمى الفقير، ولاه أخوه قتيبة بن مسلم على مدينة مرو عام 93 هـ في خلافة الوليد بن عبد الملك، وكان عبد الله بن مسلم ممن أشار على أخيه قتيبة بخلع طاعة الخليفة سليمان بن عبد الملك عام 96 هـ فأستجاب قتيبة لذلك، وقُتِل قتيبة وأخوه عبد الله مع عدد من إخوتهم وأبنائهم على يد وكيع بن أبي سود التميمي في مدينة فرغانة بخراسان في نفس السنة وصلبهم وكيع فيها قال أبو عبيدة: قتل وكيع من بني مسلم أحد عشر رجلاً، ثم صلبهم منهم أربعة من ولد مسلم بن عمرو وأربعة من بني أبنائه وهم: قتيبة، وعبد الرحمن، وعبد الله الفقير، وعبيد الله، وصالح، وبشار، ومحمد بنو مسلم بن عمرو، وكثير بن قتيبة، ومغلس بن عبد الرحمن، ولم ينجوا من بني مسلم غير عمرو وكان بعيداً عن فرغانة، وضرار بن مسلم وكانت أمه غراء بنت ضرار التميمية فحماه أخواله من القتل.

## نسبه
هو عبد الله الفقير بن مسلم بن عمرو بن الحصين الباهلي.